# The Legend of Maula Jatt
The Legend of Maula Jatt es una película dramática de acción en idioma punjabi pakistaní de 2022 dirigida y escrita por Bilal Lashari. Es una adaptación de la película clásica de culto de 1979 Maula Jatt. Producida por Ammara Hikmat y Asad Jamil Khan bajo la marca de producción de Lashari Films and Encyclomedia, se basa en los personajes y las historias de Nasir Adeeb. La película está protagonizada por Fawad Khan como el personaje principal con Hamza Ali Abbasi, Humaima Malik y Mahira Khan. En la película, un héroe popular local llamado Maula Jatt se enfrenta a su archienemigo y líder de un clan brutal, Noori Natt.
El desarrollo de una nueva versión de Maula Jatt fue anunciado en diciembre de 2013 por el director Bilal Lashari. Había completado un tratamiento de guion para la película un año después. Asad Jamil Khan y Ammara Hikmat se unieron como productores en noviembre de 2016 con Hamza Ali Abbasi y Fawad Khan firmando como actores principales. La fotografía principal comenzó en enero de 2017 y concluyó en junio de 2019. Inicialmente, la película estaba programada para su estreno en cines durante varias fechas en 2019–2020, pero se retrasó debido a problemas relacionados con los derechos de autor y la pandemia de COVID-19. La película ha sido descrita como la película más cara de Pakistán hasta la fecha. La música de la película está compuesta por Sarmad Ghafoor.
The Legend of Maula Jatt se estrenó en Cue Cinemas en Lahore el 12 de octubre de 2022 y fue estrenada en cines por Mandviwalla Entertainment en Pakistán el 13 de octubre de 2022. La película fue ampliamente elogiada por la crítica por su dirección, actuación, partitura musical, secuencias de acción y efectos visuales. Ha recaudado más de EEUU$6,78 millones en todo el mundo, superando la carrera teatral completa de Jawani Phir Nahi Ani 2 en ocho días y rompiendo numerosos récords de taquilla, incluida la de convertirse en la película pakistaní más taquillera de todos los tiempos.

## Gráfico
La película comienza con Jeeva Natt con su clan, lanzando un ataque contra Haveli de Sardar Jatt. A pesar de ser más numerosos, son vencidos y Sardar Jatt y su esposa mueren. Maula, el hijo de Sardar Jatt y el único sobreviviente del ataque, es criado por una mujer llamada Daani. Un día, Mooda, el hijo real de Daani, lleva a Maula con su entrenador, que enseña lucha libre. El entrenador de Mooda queda impresionado por Maula y accede a enseñarle.
Maula crece para convertirse en luchador y se hace famoso, pero por la noche lucha con sueños violentos de su pasado.
Maakha Natt, el hijo de Jeeva Natt, aterroriza al pueblo de Maula secuestrando a una niña de su pueblo y violándola varias veces en su haveli. Jeeva Natt, por su vejez, decide que declarará a otra persona como líder de su clan, pero Daaro Natt, la hija de Jeeva Natt, declara que solo Noori Natt, el hijo mayor de Jeeva Natt que está en prisión porque de su obsesión por matar, se convertirá en el gobernante del clan.
Antes de una pelea, Maula es contactado por un anciano que le dice que tiene la respuesta a todas las preguntas de Maula. También le dice a Maula que se reúna con él en las ruinas del haveli de Sardar Jatt. Esa noche, Maula pierde la pelea por primera vez en su vida, pero Mooda lo salva. Al día siguiente, Maula llega a las ruinas del haveli de Sardar Jatt donde, el anciano, que lo esperaba, le revela que es el hijo de Sardar Jatt. El anciano le entrega entonces el ' Gandasa ' de su padre. Maula regresa a su pueblo, solo para encontrar a hombres del clan Natt aterrorizando al pueblo una vez más. Maula, enfurecido, mata a todos los hombres. Cuando Maakha llega a la aldea de Maula para investigar el asesinato de sus hombres, Maula lo humilla y lo derrota.
Cuando Maakha regresa a casa para planear su venganza, su hermana Daaro, indignada al escuchar lo que él acordó, abusa verbalmente de él, pero antes de que ella pueda matarlo, se suicida y se quita la vida. El clan Natt ahora intenta vengar la humillación que Maula Jatt les ha causado mientras Maula Jatt intenta asegurarse de que su decisión se cumpla y se haga justicia.
Cuando Noori Natt sale de la cárcel, le dice al carcelero que se ha quedado sin competencia y ahora quiere un oponente digno.
A pedido de todos, Maula acepta disculparse con el clan Natt. Tan pronto como sale del pueblo, Noori llega al pueblo en busca de Maula. Cuando Moodha le dice a Noori que fue él quien humilló a su hermano, Noori lo golpea hasta matarlo. Maula regresa y encuentra a Moodha muerta. Luego jura matar a Noori. Maula llega al heveli de Natt pero es capturada y Jeeva Natt es asesinada por Noori. Noori declara a Daaro como líder del clan, pero su propio clan la traiciona y la mata. Maula también escapa. Cuando Noori se entera de la muerte de su hermana, quema el pueblo de Muala y captura a todos. Maula llega al pueblo y pelea con Noori. Al final, Noori muere y Maula es declarado el héroe del pueblo.

## Emitir
- Fawad Khan como Maula Jatt
  - Rehan Fareed Hiraj como el joven Maula
- Hamza Ali Abbasi como Noori Natt
- Mahira Khan como Mukhoo Jattni
- Humaima Malik como Daaro Nattni
- Gohar Rasheed como Maakha Natt
- Faris Shafi como Mooda
- Shafqat Cheema como Jeeva Natt
- Saima Baloch como Rajjo
- Nayyer Ejaz como Jagoo Natt
- Ali Azmat como Gogi
- Babar Ali como Sardar Jatt (padre de Maula)
- Resham como Malika Jatt (madre de Maula)
- Zia Khan como Ali (leal de Sardar Jatt)[16]
- Kamran Lashari como narrador
- Raheela Agha como Daani (madre de Mooda y madre adoptiva de Maula Jatt)[17]

## Producción

### Desarrollo
El 14 de diciembre de 2013, en una entrevista con The Express Tribune, Bilal Lashari anunció que dirigirá Maula Jatt y dijo: "Esta será mi versión de las películas de gandasa a las que se culpa por la muerte de Lollywood. Creo que el género gandasa fue una oportunidad perdida para el cine paquistaní, y qué mejor opción para utilizarlo que rendir homenaje al clásico de culto Maula Jatt". Para moldearse a sí mismo en el papel, Hamza Ali Abbasi comenzó a entrenarse para trabajar la simetría muscular, la proporción, la resistencia y la salud cardiovascular.
El 4 de abril de 2014, Lashari anunció que acababa de terminar el guion de la película y buscaba un elenco principal. Dijo: "Waar fue apreciado por sus elementos estilísticos, pero fue criticado por su guión, razón por la cual quiero pasar más tiempo en el guión de Maula Jatt." El 27 de mayo de 2014 se eligió el elenco y se inició el rodaje de la película, revelando que la película estará en tres idiomas: Inglés, Urdu y Punjabi.

### Casting y rodaje
El elenco de la película fue revelado individualmente por Hamza Ali Abbasi. Por consejo de Bilal Lashari, el 16 de noviembre de 2016, Adnan Jaffar y Shamoon Abbasi fueron eliminados de este elenco después de que Asad Jamil Khan y Ammara Hikmat se hicieran cargo del proyecto. En marzo de 2015, Lashari anunció que está a punto de comenzar el rodaje de la película inicialmente desde Lahore. Reveló que la historia de la película será completamente nueva a diferencia de la primera parte, pero los diálogos se tomarán de la película de 1979. El 8 de enero de 2016, se reveló que Fawad Khan interpretará el papel de Maula Jatt frente a Noori Nath interpretada por Hamza Ali Abbasi. La película está rodada con la cámara Red Epic W.[cita requerida]

## Liberar
Se lanzó un avance de la película el 21 de diciembre de 2018 con una reacción positiva con una fecha de lanzamiento de Eid ul-Fitr 2019. Sin embargo, debido a una demanda por derechos de autor presentada por el productor de la película de 1979, el lanzamiento se pospuso. Se llegó a un acuerdo entre las dos partes en febrero de 2020, después de lo cual se programó el estreno de la película en Pakistán y China simultáneamente en Eid Al Fitr 2020, pero se pospuso indefinidamente debido a la pandemia de COVID-19.
En julio de 2022, se rumoreaba que la película se estrenaría el 30 de septiembre de 2022. Después de múltiples retrasos, se anunció oficialmente que la película se estrenaría el 13 de octubre de 2022.

## Recepción

### Taquilla
A 28  de octubre de  2022, The Legend of Maula Jatt ha recaudado PKR 33cr (EEUU$1,5 millones) en Pakistán y PKR 82cr ($3,7 millones) en otros territorios, para un total mundial de PKR 115cr ($5,2 millones), rompiendo numerosos récords de taquilla que incluyen convertirse en la película pakistaní más taquillera de todos los tiempos (superando a Jawani Phir Nahi Ani 2 (2018) toda su carrera teatral en solo una semana), así como la tercera película más taquillera de todos los tiempos en Pakistán y la única película paquistaní que superó el hito de los 100 cr.
La película tuvo una apertura mundial de Rs. 51,00 millones de rupias (2,3 millones de dólares estadounidenses), el mayor estreno de una película de Pakistán de todos los tiempos y casi el doble del récord anterior de Jawani Phir Nahi Ani 2 de 25,02 millones de rupias. También es la película más rápida de Pakistán en eclipsar la marca de 20cr, 30cr, 40cr y 50cr, en solo tres o cuatro días de fin de semana. El 20 de octubre, las ganancias de la película en la taquilla mundial superaron la carrera teatral completa de JPNA 2 y se convirtió en la película pakistaní más rápida en recaudar más de 70 millones de rupias en todo el mundo, acumulando la cantidad en solo una semana. También se convirtió en la única película en superar el umbral de 80 millones de rupias, 90 millones de rupias y 100 millones de rupias en todo el mundo, en solo 10 días.

#### Pakistán
The Legend of Maula Jatt ganó 11,30 crore en su primer fin de semana, superando a Sultan y JPNA 2 para convertirse en el segundo mayor fin de semana de apertura de todos los tiempos en Pakistán solo detrás de Avengers: Endgame (14,50 crore), y el mayor fin de semana de apertura de 2022 en Pakistán (superando a London Nahi Jaunga y Doctor Strange 2 ), La película se estrenó el viernes y recaudó 4,5 millones de rupias (incluidos 1,75 millones de rupias de los avances del jueves por la noche), el día de estreno más alto en Pakistán. Luego recaudó 3,45 millones de rupias el sábado y 3,35 millones de rupias el domingo, el sábado y el domingo más recaudados de la historia.
Luego, la película ganó 2,1 millones de rupias el lunes (el segundo lunes no festivo más alto) y luego el martes más alto de todos los tiempos con 2,2 millones de rupias. En su segundo fin de semana, la película hizo PKR 9.11cr (el segundo fin de semana más grande de todos los tiempos en Pakistán superando a Avengers: Endgame) por un total de 10 días de 29.41 millones de rupias. Fue la película más rápida en superar el hito de los 30 millones de rupias en Pakistán en solo 11 días, superando a Endgame y JPNA2.

#### Otros territorios
A nivel internacional, la película ganó un récord de $ 355K desde el Reino Unido, el fin de semana de estreno más alto para cualquier película paquistaní o punjabí que comenzó en el número 9 de las listas de taquilla. La película más grande en el extranjero se estrenó en los Emiratos Árabes Unidos, donde alcanzó el número 1 con más de $ 515,000. En los Estados Unidos y Canadá, la película recaudó $290 mil y $235 mil respectivamente. En Australia, recaudó $160 000. Tanto en Canadá como en Australia, la película se estrenó en el puesto número 6 en las listas de taquilla. Otros mercados de lanzamiento incluyeron Noruega, Alemania, Países Bajos, España y el sudeste asiático, donde colectivamente recaudó $ 250,000 en el primer fin de semana. En general, la película debutó con $1,7 millones (40 millones de rupias) en el fin de semana de estreno en el extranjero, el más alto para una película paquistaní.

### respuesta crítica
Cath Clarke de The Guardian llamó a la película "Juego de tronos conoce a Gladiador" y le otorgó 3 de 5 estrellas, escribiendo "La película termina, como era de esperar, con una gran pelea entre Maula y Noori, una pelea en la que Maula hace una pausa para juguetear. su fino bigote. Como dije, la vieja escuela; aun así, disfruté cada minuto". Escribiendo para The Express Tribune, Rafay Mahmood y Zeeshan Ahmad calificaron la película con 4 de 5 estrellas y dijeron: "Si bien la película toma prestado nada más que los personajes y fragmentos de la trama del original, los temas que respalda con bastante valentía en este día y edad requieren un estudio más amplio de un sentido compartido de masculinidad y un replanteamiento de las perspectivas de taquilla del cine del sur de la India en Pakistán, en un mejor clima político, por supuesto". Eleen Bukhari de Geo News dijo: "Después de muchos altibajos, retrasos y contratiempos legales, TLoMJ ha cumplido, si no superado, las expectativas. Es una iniciativa nunca antes vista en Pakistán. Es verdaderamente un trabajo de amor.”
La actuación de Mahira Khan fue menos bien recibida. Syed Zain Raza, escribiendo para The Friday Times declaró: "No se puede negar el poder de estrella de Mahira, pero sería mejor decir que esta no era su película. Mukkho no estaba hecho para ella. El contraste es aún más claro cuando uno la compara con Humaima, quien estuvo perfecta en esta película". Marsha Tayyab, subeditora de Dawn Images escribió: "Una cosa que me desanimó fue Mukkho de Mahira Khan. El personaje secundario de Maula era bastante soso y, para colmo, el Punjabi de Mahira no me convenía. Me hubiera gustado ver a Mehwish Hayat como el interés amoroso de Maula, ya que la Sra. Marvel nos dio un vistazo de la química chisporroteante de Hayat y Fawad". Mukkho de Khan. Su acento punjabí necesitó mucho trabajo y aunque entiendo la necesidad del poder de las estrellas y el casting de no punjabíes para la película, la película tardó años en completarse. Podría haber usado esos años para trabajar en su acento y entrega porque su desempeño fracasó.

## Demanda judicial
En 2017, Muhammad Sarwar Bhatti, el productor de la película Maula Jatt de 1979, presentó una demanda ante el tribunal de la Organización de Propiedad Intelectual de Pakistán en busca de una orden judicial contra la exhibición de La leyenda de Maula Jatt. En 2019, también presentó múltiples solicitudes de orden de suspensión en el Tribunal Superior de Lahore para prohibir que el productor y director de la nueva película use material que pueda violar su propiedad intelectual.
En respuesta a estas afirmaciones, la productora Ammara Hikmat dijo que "las afirmaciones maliciosas hechas por Sarwar Bhatti son falsas y frívolas" e insinuó llevar el asunto a los tribunales ya que Nasir Adeeb, el escritor de la película de 1979, había entregado oficialmente los derechos de su personajes, incluidos Maula Jatt y Noori Natt (entre otros), al director Bilal Lashari y Hikmat.
El 9 de febrero de 2020, después de una larga batalla legal, se llegó a un acuerdo entre las dos partes. Bhatti fue reconocido como el propietario exclusivo de los derechos de autor y la marca registrada de la película de 1979. Sin embargo, dio permiso a los cineastas de la nueva película para usar el contenido de su trabajo original y acordó retirar todas las demás peticiones judiciales con respecto a su lanzamiento. Este acuerdo se limitó a la producción, lanzamiento, promoción y distribución de The Legend of Maula Jatt y no se aplicó a ninguna película futura que pueda violar los derechos de la película anterior, que fueron retenidos por Bahoo Films. Del mismo modo, Bahoo Films tendría que registrar una declaración ante el Tribunal de Propiedad Intelectual de Lahore, declarando que el asunto se había resuelto y que Encylomedia PR de Ammara Hikmat podía utilizar el contenido de Maula Jatt para la próxima película.